# Perkinsiella saccharicida
Espèce
Perkinsiella saccharicida est une espèce d'insectes hémiptères de la famille des Delphacidae.
Cette cicadelle est l'un des vecteurs du virus de la maladie de Fidji qui affecte les plantations de canne à sucre, notamment en Australie. 